# Гоупвелл (Вірджинія)
Гоупвелл (англ. Hopewell) — незалежне місто в США,  в штаті Вірджинія. Населення — 23 033 особи (2020).

## Географія
Гоупвелл розташований за координатами 37°17′28″ пн. ш. 77°17′56″ зх. д. / 37.29111° пн. ш. 77.29889° зх. д. ( 37.291010, -77.298944).  За даними Бюро перепису населення США в 2010 році місто мало площу 27,98 км², з яких 26,62 км² — суходіл та 1,36 км² — водойми.

## Демографія
Згідно з переписом 2010 року, у місті мешкала 22 591 особа в 9129 домогосподарствах у складі 5877 родин. Густота населення становила 807 осіб/км².  Було 10121 помешкання (362/км²). 
Расовий склад населення:
| - 55,4 % — білих - 37,0 % — чорних або афроамериканців - 0,8 % — азіатів - 0,4 % — корінних американців - 0,1 % — вихідців з тихоокеанських островів - 3,1 % — осіб інших рас |

До двох чи більше рас належало 3,2 %. Іспаномовні складали 6,6 % від усіх жителів.
За віковим діапазоном населення розподілялося таким чином: 25,1 % — особи молодші 18 років, 60,0 % — особи у віці 18—64 років, 14,9 % — особи у віці 65 років та старші. Медіана віку мешканця становила 36,5 року. На 100 осіб жіночої статі у місті припадало 86,5 чоловіків;  на 100 жінок у віці від 18 років та старших — 81,9 чоловіків також старших 18 років.
Середній дохід на одне домашнє господарство  становив 49 506 доларів США (медіана — 39 064), а середній дохід на одну сім'ю — 59 424 долари (медіана — 51 489). Медіана доходів становила 39 889 доларів для чоловіків та 32 696 доларів для жінок. За межею бідності перебувало 19,0 % осіб, у тому числі 29,0 % дітей у віці до 18 років та 9,5 % осіб у віці 65 років та старших.
Цивільне працевлаштоване населення становило 9041 осіб. Основні галузі зайнятості: освіта, охорона здоров'я та соціальна допомога — 18,6 %, роздрібна торгівля — 14,4 %, виробництво — 11,8 %, мистецтво, розваги та відпочинок — 11,6 %.